# Улётова, Галина Михайловна
Галина Михайловна Улётова (род. 8 июня 1948, Мотовилово, РСФСР, СССР) — советская и российская эстрадная певица, заслуженный артист Российской Федерации (1993), заслуженная артистка Автономной Республики Крым (2000). Певица Москонцерта, режиссёр, руководительница музыкально-поэтического салона русского романса «Свидание», автор стихов и рассказов.

## Биография
Галина Улётова родилась 8 июня 1948 года в селе Мотовилово Арзамасского района Горьковской области в семье рабочих.
После школы училась в ПТУ, участвовала в самодеятельности. В 1974 году окончила Академическое музыкальное училище при Московской консерватории им. П. И. Чайковского. Педагог — Клавдия Андреевна Фортунатова. С 1974 года работала в Москонцерте. В 1986 году окончила обучение на режиссёрском факультете Российского университета театрального искусства (ГИТИС) имени А. В. Луначарского, получила профессию режиссёра эстрады.
Член общественных организаций — Российской народной академии наук (профессор музыки, действительный член академии), Петровской академии наук и искусств (действительный член ПАНИ), член Московской городской организации Союза писателей России. Живёт и работает в Москве. У Галины Улётовой есть совершеннолетняя дочь.
В молодости дружила с Аллой Пугачёвой и невольно поспособствовала знакомству Аллы Борисовны с её первым мужем. Современники описывают этот случай так: в 1968 году Галина (тогда ещё студентка) была приглашена в качестве певицы на концертный тур по стране, организованный преподавателем циркового училища Олегом Непомнящим. Но она уже дала своё согласие на гастроли с артистами МХАТ и в качестве замены предложила вместо себя Аллу Пугачёву. «Её визит к „циркачам“ стал судьбоносным». На собеседовании Пугачёва познакомилась с Миколасом Орбакасом, а через год они поженились.

## Творческая деятельность
Впервые вышла на профессиональную эстраду в 1967 году с дагестанским ансамблем «Гуниб» в Горьком.
В 1974 году Галина Улётова приняла участие во Всероссийском конкурсе артистов эстрады, где заняла 4-е место. Этот успех позволил ей поступить на работу в Москонцерт. Появились первые записи Галины Улётовой на пластинках фирмы «Мелодия», на радио (с ансамблем электромузыкальных инструментов под управлением В. Мещерина, с эстрадно-симфоническим оркестром под управлением Ю. Силантьева), выступления на телевидении. Всего было выпущено три сольных и более десяти виниловых пластинок с участием Галины Улётовой, в том числе было записано две песни с группой Стаса Намина. Была первым исполнителем песен на музыку многих композиторов, в том числе таких, как Владимир Мигуля, Мурад Кажлаев, Вячеслав Добрынин, Юрий Саульский.
Галина Улётова победила во Всесоюзном конкурсе в Сочи (1976, на лучшее исполнение советской песни), стала лауреатом телевизионного Всероссийского конкурса «Песня года» (1977, песня «Звезды 19-го года», музыка М. Зива на стихи М. Светлова), международного конкурса в ГДР (1978, песня «Признание», музыка Ю. Саульского на стихи Е. Евтушенко). Гастроли проходили во многих местах и странах — Краснодар, БАМ, Сибирь, Сахалин, Афганистан, Монголия, Финляндия, Чехословакия, Лаос, Египет, Вьетнам и других. В 1980-х годах Улётова выступала в Германии — на радио и телевидении ГДР она исполняла песни немецких авторов и композиторов. На Олимпиаде-80 Галина Улётова стала участницей культурной программы.
Огромное влияние на Галину Улётову оказало сотрудничество с композитором Марком Фрадкиным, который настойчиво требовал от певицы безукоризненности в исполнении его песен. У композитора Алмаза Монасыпова Галина научилась пониманию в песне музыкальной нюансировки. Учёба на режиссёрском факультете ГИТИСа позволила певице более глубоко овладеть актёрским мастерством и освоить певческий материал. В репертуаре появились русские песни и романсы, в том числе в акапельном исполнении. В 1980 году Галина Улётова приняла участие в съёмках фильма «Гражданин Лёшка», где сыграла (и спела) небольшую роль певицы в ресторане. В том же году записала песню к кинофильму «У матросов нет вопросов».
В 1992 году сольный концерт «Осенний миг» в Московском театре эстрады подытожил 25-летнюю концертную деятельность лирической певицы, обладающей большим полётным голосом (контральто) и проникновенной манерой исполнения.
В 1996 году Галина Улётова серьёзно обратилась к жанру городского романса. С первой программой русского романса (концертмейстер И. Болотина) выступила в Большом зале Политехнического музея, Доме кино, ЦДРИ и на других площадках. Годом позже фирма «Мелодия» выпустила её первый компакт-диск романсов «Нет, не разлюбила», а в 1998 году — магнитоальбом с записью русских песен и романсов (дуэт с Григорием Мещеряковым — солистом ансамбля «Добры молодцы»). В период до 2016 года всего было выпущено 10 сольных альбомов Галины Улётовой и более 25 — с участием и других исполнителей.
В 2000 году подготовила программу «В туманном далеке» с участием групп «Весёлые ребята», «Самоцветы», «Добры молодцы». В 2003 году Галина Улётова открыла музыкально-поэтический салон русского романса «Свидание». Создала совместно с научным сотрудником Литературного музея Д. Фединой шестнадцать концертных программ, связанных с творчеством Н. Гумилева, А. Фета, С. Есенина, Л. Н. Толстого, Ф. И. Тютчева, Н. Лескова. В этом же году вышла книга стихов и рассказов Галины Улётовой «Беглянка».
Обратившись к творчеству Владимира Высоцкого, написала сценарий и поставила как режиссёр музыкально-поэтическую композицию «Кони привередливые» по книге Марины Влади «Прерванный полет».
В 2004 и 2005 годах Галина Улётова участвовала в Грушинском фестивале. В 2013 году принимала участие в I Международном открытом фестивале искусств «Дню Победы посвящается…» в Московской консерватории, неоднократно участвовала и в других фестивалях консерватории.
Галина Улётова ведёт преподавательскую деятельность в школе искусств № 4 и в салоне русского романса «Свидание», а также выступает с концертами.
В 2021 году дебютировала в спектакле Московской драматической труппы «Блуждающие звезды» (Центральный Дом актера им. А.А. Яблочкиной) «Накануне...», посвященном Владимиру Высоцкому (режиссёр Павел Тихомиров).
Член общественных организаций - Российской народной академии наук (профессор музыки, действительный член академии), Петровской академии наук и искусств (действительный член ПАНИ), член Московской городской организации Союза писателей России.

## Дискография
Пластинки фирмы «Мелодия»:
- 1975 — «День Победы» — сборник — Г62-04729-30 — Г. Улётова — «Спасибо вам, солдаты» (И. Катаев — Б. Дубровин)
- 1975 — «Галина Улетова» — Г62-04799-800 — сольная пластинка
- 1976 — «Галина Улетова» — Г62-05369-70 — сольная пластинка
- 1976 — «Песни из телефильмов» — сборник — М62-39229-30 — Г. Улётова — «Спасибо вам, солдаты», из т/ф «Повесть о Великой войне» (И. Катаев — Б. Дубровин)
- 1979 — «Счастье непонятное мое. Песни на стихи Екатерины Шевелевой» — сборник — С60 13073-4 — Г. Улётова — «Первая любовь» (Н. Козловская), «Эхо» (Н. Козловская)[26]
- 1979 — «Северный сувенир. К 50-летию Таймырского автономного округа» — сборник — С60-13161-62 — Г. Улётова — «Мы зажигаем первые костры» (А. Шемряков — А. Третьяков, Е. Гвоздев), «Все начинается с любви» (А. Шемряков — Е. Янишиц, Л. Васильева)
- 1980 — «ВИА „Ровесники“, Рук. В. Сегаль / Группа Стаса Намина» — сборник — Г62-07947-48 — Группа Стаса Намина, солистка Галина Улётова — «Лирическое танго» (А. Двоскин — Б. Рахманин), «Всё перемелется» (А. Двоскин — В. Татаринов)
- 1980 — «Вокально инструментальные ансамбли поют песни Александра Двоскина» — сборник — С60-14743-4 — Галина Улётова, группа Стаса Намина — «Все перемелется» (В. Татаринов), «Лирическое танго» (Б. Рахманин)
- 1981 — «УЛЕТОВА Галина. Песни А. Монасыпова» — С62-15535-6 — сольная пластинка
- 1988 — «Поверь любви. Песни Александра Двоскина» — сборник — С60 26365 007 — Г. Улётова — «Уважайте влюбленных» (сл. М. Лисянского), «Осень поздняя» (сл. Г. Улетовой), «Без тебя (сл. В. Татаринова)»
- 1989 — «Жизнь устроена не просто. Песни на стихи Наума Лабковского» — сборник — М60 48917 009 — Г. Улётова — «Птички-невелички» (В. Шаинский), «Жизнь устроена не просто» (И. Светилов), «Пора влюбленности» (И. Светилов)
- 1990 — «Давай, дружище, помечтаем. Песни Леонида Афанасьева» — сборник — С60 30387 000 — Г. Улётова — «Я прошу, вернись» (Л. Воробкова)
- 1991 — «Спрашивайте, мальчики. Песни Марка Фрадкина» — сборник — С60 31663 005 — Г. Улётова — «Сестричка» (И. Шаферан)[11]

Сольные альбомы на CD:
- 1997 — «Нет не разлюбила»
- 2000 — «Пускай начнутся чудеса»
- 2001 — «Плачет рояль: Романсы Бориса Прозоровского»
- 2003 — «Избранное»
- 2005 — «Пускай сложилось все иначе»
- 2006 — «Столичная подружка»
- 2008 — «Любовь как радуга»
- 2009 — «Тебе…»
- 2012 — «Входит на цыпочках счастье…»
- 2014 — «В туманном далеке…»

Цифровые синглы:
- 2018 — «Признание»
- 2018 — «Белые лебеди» (дуэт с Игорем Наджиевым)

## Награды, почётные звания
- Медаль Дружбы (Вьетнам) (1979)[27]
- Заслуженный артист Российской Федерации (18 декабря 1993) — «За заслуги в области музыкального искусства»[28]
- Медаль «В память 850-летия Москвы» (1997)[6]
- Заслуженный артист Автономной Республики Крым (5 сентября 2000) — «За значительный вклад в развитие культуры и искусства братских славянских народов Украины, России и Республики Беларусь, высокое профессиональное мастерство и в связи с проведением X Международного  фестиваля искусств «Песни моря — 2000»[29]
- Медаль ордена «За заслуги перед Отечеством» II степени (17 апреля 2005) — «За большой вклад в развитие музыкального искусства и многолетнюю творческую деятельность»[30]